# 靜澳鱸
靜澳鱸（學名：Arripis xylabion），俗稱西澳鮭魚，為輻鰭魚綱鱸形目鱸亞目澳鱸科的其中一種，為亞熱帶海水魚，分布於西南太平洋紐西蘭、豪勳爵島、諾福克島及科瑪狄克群島海域，在深度0-80公尺，體呈橢圓形，頭部及體上半部為藍綠色，體下半部為銀白色，體側具有藍貨或灰色的斑點排列，背鰭2個，尾鰭叉形，胸鰭灰色，背鰭硬棘9枚；背鰭軟條15-16枚；臀鰭硬棘3枚；臀鰭軟條9-10枚，體長可達85公分，棲息在外海的礁石區，成群活動，屬肉食性，以其他魚類等為食，生活習性不明。其种加词xylabion（ξυλάβιον）在希腊语中意为“火钳”，指这种鱼长长的叉形尾鳍。